# La Constancia (1867-1868)
La Constancia fue un periódico publicado en España entre 1867 y 1868. 

## Historia
Fundado por Cándido Nocedal, su primer número apareció el 17 de diciembre de 1867. Como publicación, se hizo eco de las «tendencias resueltamente tradicionalistas» de su fundador. Fue dirigido por Gabino Tejado y algunos de sus colaboradores fueron José de Selgas, Ramón Vinader o Ramón Nocedal.
Su último número apareció el 28 de septiembre de 1868; según Gustavo Vidal Manzanares, el periódico habría desaparecido debido a las acciones de la llamada «partida de la porra», tesis que apoya la versión de González Calleja, que afirma que la redacción de La Constancia fue destrozada por esta banda en septiembre de 1868. El diario fue objeto de la crítica e ironías del escritor Benito Pérez Galdós. Hibbs-Lissorgues lo describió como un ejemplo esclarecedor «de un periodismo combativo con marcador carácter ideológico y partidista», junto a La Convicción y Revista Popular.